# Harley Jones Van Cleave
Pour les articles homonymes, voir Cleave.
Harley Jones Van Cleave est un zoologiste américain né le 5 octobre 1886 à Knoxville, dans l'Illinois, et mort le 2 janvier 1953 .

## Biographie
Il fait ses études au Know College de Galesburg où il obtient son Bachelor of Sciences en 1909. Il entre à l’université de l'Illinois où il obtient son Master of Sciences en 1910 et son Ph.D. en 1913. Il entre alors au département de zoologie de cette université où il va travailler jusqu’à son départ à la retraite en 1952.
Il est membre de diverses sociétés savantes dont la American Microscopical Society (qu’il préside en 1928 et dont il assure la direction de sa publication, Transactions, de 1925 à 1931), l’American Society of Parasitologists et l’Association américaine pour l'avancement de la science.

## Source
- John D. Mizelle (1953). A Memorial to Harley Jones Van Cleave, American Midland Naturalist, 49 (3) : 685-695